# José María Quevedo García
José María Quevedo és un exfutbolista andalús, nascut a Cadis l'1 de juny de 1969. Ocupava la posició de migcampista, i en la seua carrera va sumar 325 partits i 47 gols en primera divisió.

## Trajectòria
Format al planter del Cadis CF, Quevedo puja al primer equip a la darreria de la dècada dels 80, tot jugant en primera divisió a la 89/90. L'any següent ja es va consolidar al club cadista i la temporada 91/92 es feia un lloc en l'onze inicial, que mantindria la temporada 92/93.
Després del descens del Cadis a Segona, Quevedo segueix els passos del seu antic company Kiko Nárvaez, i recala a l'Atlètic de Madrid, però amb prou feines juga tretze partits de la temporada 93/94. La temporada següent, el migcampista se'n va al Reial Valladolid. Al club castellà no qualla una bona primera temporada, però es reafirma la temporada 95/96, en la qual va jugar 38 partits i marcar 13 gols, mentre que a la següent en faria altres 10.
L'estiu de 1998 és fitxat pel Sevilla FC, que cercava un planter de garanties per retornar a primera divisió, la cosa es va aconseguir. De nou a la màxima categoria, Quevedo va jugar una temporada amb els sevillans, jugant 25 partits.
La temporada 00/01 recala al Rayo Vallecano. Tot i ser un club modest, en eixos anys els vallecans eren un dels conjunts revelació de la lliga espanyola, amb competicions europees inclosa. El de Cadis va marcar sis gols eixa temporada, però a les següents ja no va aportar gaire.
La 03/04 va ser la seua darrera temporada en actiu, que militaria de nou en el Cadis CF, ara en Segona. Però, tan sols va aparèixer en 15 ocasions, gairebé totes com a suplent.